# Pierre Jules Callon
Pour les articles homonymes, voir Callon.
Pierre Jules Callon, né le 9 décembre 1815 et décédé le 8 juin 1875, est un ingénieur et industriel français, professeur à l'École des mines de Saint-Étienne de 1839 à 1845, directeur de l'École des mines d'Alès de 1845 à 1849, directeur des mines de La Grand-Combe de 1846 à 1848, titulaire de la chaire d'exploitation des mines et des machines à l'École des mines de Paris de 1856 à 1872, inspecteur général des mines en 1875,,,,.
Il est le frère de Charles Callon (1813-1877) et se maria à Louise Marie de Monet de Lamarck (petite-fille de Jean-Baptiste de Lamarck).